# Adumu

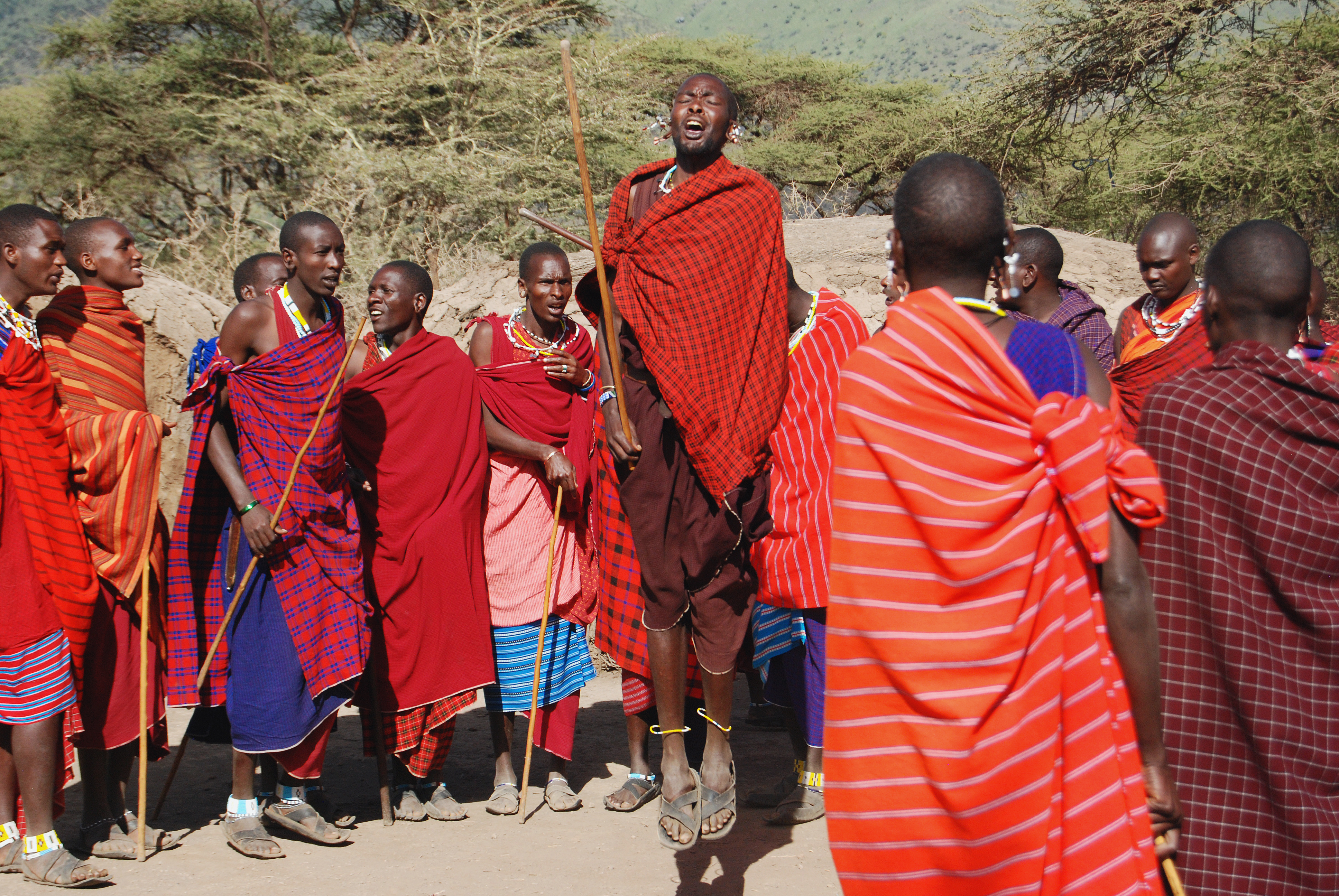
Guerreros bailando la danza tradicional Adumu.

Adumu, también conocida como la danza de salto Maasai, es un tipo de baile practicado por el pueblo Maasai de Kenia y Tanzania. Los jóvenes guerreros Maasai generalmente realizan esta danza enérgica y acrobática en ocasiones ceremoniales, incluyendo bodas, ritos religiosos y otros eventos culturales significativos.

## Historia
El pueblo Maasai de Kenia y Tanzania tiene una historia y cultura que está intrínsecamente entrelazada con la danza tradicional Adumu. Aunque los inicios de la danza son inciertos, se cree que se desarrolló como un método para que los guerreros Maasai se entrenaran para el combate y mostraran su resistencia, agilidad y poder. Según la historia Maasai, la danza fue inicialmente realizada por jóvenes guerreros como un método para perfeccionar sus habilidades de salto, las cuales eran necesarias tanto para la caza como para el combate. La danza comenzó a realizarse en ocasiones culturales significativas, incluyendo bodas, rituales religiosos y otros festivales, a medida que evolucionó hacia una danza más organizada y ritualizada.

## Descripción
La danza Adumu se caracteriza por una secuencia de saltos realizados por los bailarines, quienes se colocan en un círculo y alternan saltando en el aire mientras mantienen sus cuerpos lo más rectos y erguidos posible. Además de llevar shúkàs (ropas) de colores vivos y joyas con cuentas, los bailarines suelen vestir el atuendo tradicional Maasai. Durante la danza, también se interpretan canciones y cánticos tradicionales Maasai.
Los guerreros Maasai que realizan la danza Adumu son evaluados por la altura de sus saltos, así como por la gracia y destreza de sus movimientos. La danza es extremadamente competitiva. La fuerza, agilidad y resistencia de los guerreros, así como su valentía y heroísmo, se muestran a través de su danza.

## Etimología
Existen varias interpretaciones proporcionadas por diversas fuentes, por lo tanto, el origen exacto y la etimología del término «Adumu» no son totalmente conocidos. Se cree que la palabra «Adumu» tiene origen Maasai y se deriva del verbo «dumu», que significa «saltar» o «brincar». Según esta visión, la palabra «Adumu» se relaciona específicamente con las acciones de salto y brinco que son componentes clave de la danza. Otra idea es que «Adumu» es una versión abreviada del saludo Maasai «Aigus», que a veces se usa para señalar el inicio de la danza. Según esta perspectiva, el nombre de la danza, «Adumu», hace referencia a sus elementos ceremoniales y rituales, así como a su relación con la cultura y costumbres Maasai.
La danza en sí misma es un componente significativo de la cultura e identidad Maasai, y su nombre es ampliamente conocido tanto dentro como fuera de la comunidad Maasai, a pesar de la confusión que rodea la etimología del término.

## Material cultural utilizado

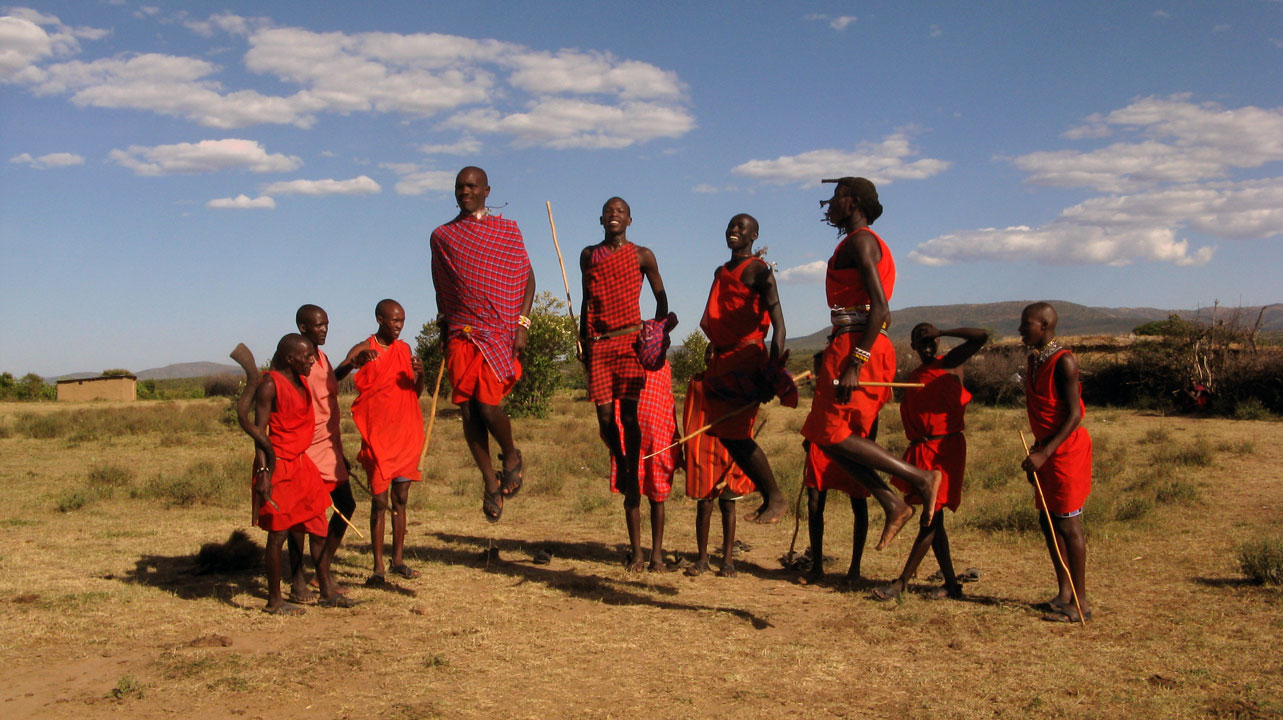
Hombres masái bailando la danza tradicional del salto (Adumu).

El Adumu es una danza altamente simbólica que se realiza durante ceremonias e incorpora una variedad de objetos culturales. La cultura, historia y significado del pueblo Maasai se transmiten a través de estos objetos, que constituyen un componente esencial de la danza. La vestimenta tradicional Maasai es uno de los elementos culturales más importantes utilizados en el baile Adumu. Frecuentemente, los bailarines están cubiertos con telas coloridas llamadas shukas, que se envuelven sobre sus cuerpos de una manera particular. A veces, estos shukas están decorados con elaborados trabajos de cuentas y otras decoraciones, frecuentemente de color rojo, que se dice que son un símbolo del pueblo Maasai.
El Adumu incluye una variedad de instrumentos musicales además de la vestimenta, como tambores, sonajeros y cuernos. Estos instrumentos musicales son tocados tanto por los bailarines como por otros miembros de la comunidad, y contribuyen al acompañamiento rítmico y melódico de la danza. La joyería tradicional Maasai es otro componente cultural significativo incluido en el baile Adumu. Collares, pulseras y pendientes caros hechos de cuentas, conchas de cauri y otros materiales son frecuentemente usados por los bailarines. Estos objetos de joyería son muy simbólicos y representan elementos importantes de la cultura Maasai, incluyendo dinero, prestigio e identidad.
Además, los bailarines llevan lanzas y escudos mientras ejecutan el Adumu, que implica una variedad de gestos y símbolos tradicionales. Estos emblemas sirven para recordar a la comunidad la valentía y tenacidad de sus ancestros, al mismo tiempo que representan las tradiciones guerreras del pueblo Maasai. En última instancia, el baile tradicional Adumu refuerza la identidad cultural y el legado del pueblo Maasai al incorporar elementos culturales significativos. Estos materiales no solo son estéticamente atractivos y ornamentales, sino que también tienen una profunda importancia simbólica y comunican mensajes culturales significativos tanto a los locales como a los visitantes. Como resultado, desempeñan un papel crucial tanto en la danza como en la cultura Maasai en su conjunto.

## Controversia
A pesar de la importancia del baile Adumu para la cultura Maasai, recientemente ha sido objeto de críticas y ha generado debate. Algunas personas han expresado preocupación por la posibilidad de que los bailarines resulten heridos, así como por la explotación de la cultura Maasai con fines turísticos. Sin embargo, muchos Maasai aún consideran el baile como un componente significativo de su legado cultural, y se están llevando a cabo iniciativas para garantizar que se realice de manera respetuosa y segura.

## Conclusión
El baile Adumu es una danza tradicional Maasai extremadamente exuberante y acrobática. Los jóvenes guerreros Maasai que la realizan en ocasiones importantes son conocidos por sus saltos y cantos. Aunque el baile ha recibido críticas recientemente, muchos Maasai aún lo consideran un aspecto significativo de su legado tradicional.